# Jean-Pierre Blais
Jean-Pierre Blais (ur. 21 maja 1949 w Saint-Anselme) – kanadyjski duchowny katolicki, biskup Baie-Comeau w latach 2008–2025.

## Życiorys
Święcenia kapłańskie otrzymał 11 maja 1974 i inkardynowany został do archidiecezji Quebecu. Był m.in. dyrektorem biura katechetycznego i proboszczem kilku parafii archidiecezji.
3 listopada 1994 otrzymał nominację na biskupa pomocniczego Quebecu ze stolicą tytularną Tinum. Sakry biskupiej udzielił mu 6 stycznia 1995 abp Maurice Couture.
12 grudnia 2008 papież Benedykt XVI mianował go ordynariuszem Baie-Comeau w metropolii Rimouski. 18 lutego 2025 papież Franciszek przyjął jego rezygnację z urzędu i jako następcę mianował biskupa Pierre'a Charlanda OFM.